# Scotia Filmverleih
Der Scotia Filmverleih war ein Filmverleiher mit Sitz in München. Er begann Ende 1972 unter der Leitung von Sam Waynberg als unabhängiger Verleih und brachte bis zum Jahr 2002 Filme wie Pulp Fiction, Das Leben ist schön, Jackie Brown, Good Will Hunting, Rambo, Basic Instinct und Stargate in die deutschen Kinos. Aufgrund eines Rechtsstreites mit dem amerikanischen Mini-Major Miramax musste der Verleih 2002 Insolvenz anmelden.

## Geschichte
Nach dem Ende des Zweiten Weltkriegs, den Waynberg in seiner Heimat Polen im Untergrund überlebte, zog er zunächst nach Berlin und dann nach München, wo er als Produzent den Polański-Film Wenn Katelbach kommt… umsetzte. Zu Roman Polański verband ihn von da an eine enge Freundschaft, und es war Polańskis Dokumentation Weekend eines Champions über den Rennfahrer Jackie Stewart, mit der Waynberg schließlich auch am 15. September 1972 den Scotia Filmverleih ins Leben rief. Mit einem hervorragenden Gespür für massenkompatibles Komödien- und Actionkino sowie ambitionierte Filmkunst verschaffte Waynberg dem Verleih von Beginn an solide Einspielergebnisse. Er nahm Wes Cravens Erstling Das letzte Haus links in die Auswertung, brachte Querelle von Rainer Werner Fassbinder heraus und hatte Box Office Hits wie Basic Instinct, Eis am Stiel und Rambo im Programm. Über die Jahre schaffte der Verleih mit Zentrale in der Münchner Possartstraße 14 so einen Mix aus U- und E-Kino.
1994 erwarb der Scotia Filmverleih auf dem Film Festival Cannes frühzeitig die deutschen Rechte an Pulp Fiction und baute damit eine längere Beziehung zu dem Mini Major Miramax auf. Im gleichen Jahr ging der Verleih zudem in Deutschland eine Zusammenarbeit mit der Disney Tochter Buena Vista International ein, die von nun an die Scotia-Titel in den Kinos platzierte. Die Liaison mit dem ebenfalls zu Disney gehörenden Miramax-Konzern wurde jedoch für Scotia auf lange Sicht zum Verhängnis. Miramax forderte für angeblich nicht bezahlte Lizenzgebühren und ausgebliebene Honorare Schadenersatz in Millionenhöhe und besiegelte so das Ende des deutschen Independentverleihs.

## Wissenswertes
Der Film Rambo wurde erstmals in Deutschland vom Scotia Filmverleih unter dem mittlerweile weltweit bekannten Titel herausgebracht. In Amerika kam die erste Fassung der Trilogie noch unter dem Namen First Blood in die Kinos. Erst bei den folgenden Produktionen übernehmen die amerikanischen Produzenten das deutsche Erfolgsrezept für die Herausbringung und schufen damit eine Marke.

## Filmografie (Auswahl)
- 1999: Eine pornografische Beziehung
- 1998: Little Voice
- 1997: Das Leben ist schön
- 1997: Die Flügel der Taube
- 1997: Jackie Brown
- 1997: Good Will Hunting
- 1996: Barb Wire
- 1996: From Dusk Till Dawn
- 1994: Mrs. Parker und ihr lasterhafter Kreis
- 1994: Stargate
- 1994: Pulp Fiction
- 1994: Tombstone
- 1993: Boiling Point – Die Bombe tickt
- 1993: Die Besucher
- 1993: Aus der Mitte entspringt ein Fluss
- 1992: Bitter Moon
- 1992: Kleine Haie
- 1992: Basic Instinct
- 1990: Die totale Erinnerung – Total Recall
- 1990: Music Box – Die ganze Wahrheit
- 1989: Feld der Träume
- 1988: Barfly
- 1984: Rumble Fish
- 1984: Silkwood
- 1982: Rambo
- 1982: Die Spaziergängerin von Sans-Souci
- 1982: Querelle
- 1981: Wenn der Postmann zweimal klingelt
- 1978: Bruce Lee – Mein letzter Kampf
- 1978: Eis am Stiel
- 1974: Die Filzlaus